# La sua giornata di gloria
Pour plus de détails, voir Fiche technique et Distribution.
La sua giornata di gloria est un film dramatique italien sorti en 1969 et réalisé par Edoardo Bruno.

## Synopsis
Dans une ville où se déroule une guérilla urbaine (Paris, bien que le film soit tourné à Rome), Richard, contaminé par les idées politiques de son ami Claude, s'intègre dans le cercle des groupes rebelles qui se forment et apprécie tout autant le vocabulaire révolutionnaire — il cite entre autres Karl Marx, Lénine, Bertolt Brecht, Mao Tsé-toung et Che Guevara — que la petite amie de Claude, Marguerite. Puis il est pris dans une rafle de police, les tracts de Claude en poche. Il est exécuté par les escadrons de la répression sous les yeux de Marguerite. Le responsable de sa mort est le jeune Richard, qui l'a dénoncé à la police. Pour se racheter aux yeux de ses camarades, Richard les convainc de mener une action terroriste risquée, mais au dernier moment, saisi par la peur, il refuse de participer et l'action échoue.

## Fiche technique
- Titre original : La sua giornata di gloria[2] (litt. « Son jour de gloire »)
- Réalisation : Edoardo Bruno
- Scénario :	Edoardo Bruno
- Photographie :	Romano Scavolini
- Montage : Edoardo Bruno
- Musique : Vittorio Gelmetti (it)
- Société de production : F.C. Cinematografica
- Pays de production :  Italie
- Langue originale : italien
- Format : Couleurs - Son mono - 35 mm
- Durée : 82 minutes
- Genre : Drame
- Dates de sortie :
  - Allemagne de l'Ouest : juin 1969 (Berlinale 1969)

## Distribution
- Carlo Cecchi : Claude
- Maria Manuela Carrilho : Marguerite
- Raúl Martínez : Richard
- Sergio Serafini : Michele
- Alberto Hammermann : Paul
- Angelica Ippolito : Anita
- Luigi Antonio Guerra (it) : Mario
- Philippe Leroy : le policier
- Pierre Clémenti

## Production et exploitation
Présenté en compétition à la Berlinale 1969, il s'agit de la seule réalisation du directeur du magazine Filmcritica (it), qui a également écrit le scénario.
Le film est introduit par l'acteur français Pierre Clémenti dans une scène coupée qui devait initialement figurer dans Partner de Bernardo Bertolucci et ajoutée au montage comme prologue de ce film-ci. Le prologue, perdu dans la copie conservée à la Cineteca Nazionale de Rome, est présent dans l'édition DVD distribuée par NoShame Film.

### Accueil critique
Dans la revue Sentieri selvaggi (it), Grazia Paganelli souligne le tangible « écho godardien » du film, « surtout dans la narration sèche, réduite à son strict minimum, confinée à quelques détails de la vie quotidienne des protagonistes qui traduisent une utopie matérialiste ».
Le Lexikon des internationalen Films ne donne qu'un bref aperçu de l'intrigue et remarque de manière lapidaire que le film est le « premier film d'un critique de cinéma italien » et qu'il a été controversé à la Berlinale 1969. L'Evangelischer Filmbeobachter résume ainsi sa critique : « Contribution italienne au débat sur la révolution socialiste. Dans son mélange d'action et d'agitation déterminé par le verbe, le critique de cinéma Edoardo Bruno tente de montrer l'idéologie des groupes politiques révolutionnaires et de le soumettre à la discussion — son objectif est de mobiliser le spectateur pour qu'il pense de manière critique et participe ainsi au débat. Bien que le film renonce en grande partie à ses qualités visuelles, il reste suffisamment intéressant, surtout pour un public jeune ».